# Вила (митологија)
Вила је тип митског бића или легендарног створења у европском фолклору (а посебно келтском, словенском, германском, енглеском, и француском фолклору), форма духа, често описана као метафизичка, натприродна или ванприродна.
Митови и приче о вилама немају јединствено порекло, већ су збирка народних веровања из различитих извора. Различите народне теорије о пореклу вила укључују њихово приказивање као демонисаних анђела или демона у хришћанској традицији, као мања божанства у предхришћанским паганским системима веровања, као духове мртвих, као праисторијске претходнице људима или као елементе.
Етикета виле понекад је примењивана само на специфична магична створења са људским изгледом, малим стасом, магичним снагама и склоношћу лукавству. У другим се временима она је кориштена за описивање било којег чаробног створења, попут гоблина и гнома. Виленски је понекад кориштен као придев, са значењем еквивалентним „зачарани” или „чаробни”.
Понављајући мотив легенди о вилама је потреба да се виле одбију користећи заштитне чари. Уобичајени примери таквих чари укључују црквена звона, ношење одеће наопачке, детелину са четири листа и храну. Такође се понекад сматрало да виле прогоне одређене локације и да наводе путнике да залутају користећи варљиву светлост. Пре појаве савремене медицине виле су се често кривиле за болест, нарочито за туберкулозу и порођајне деформације.
Поред свог фолклорног порекла, виле су биле уобичајено обележје ренесансне књижевности и романтичке уметности, а биле су посебно популарне у Великој Британији током викторијанске и едвардске ере. Келтски препород је такође довео до успостављања вила као канонског дела келтске културне баштине.

## Историјски развој
Израз вила је понекад кориштен за описивање било којег чаробног створења, укључујући гоблине и гноме, док у другим временима, термин описује само специфичну врсту етеричног створења или духа. Концепт „виле” у ужем смислу донекле јединствен је за енглески фолклор, а касније је умањен у складу с превладавајућим укусима викторијанског доба, као у „бајкама” за децу.
Историјско порекло укључује разне традиције Брита (Бретона, Велшана, Корнволаца), Гала (Ираца, Шкота, Манкса), германских народа, и средњофранцуских средњовековних романси. Реч виленски је коришћен као придев, са значењем „зачаран” (као у виленском витезу, виленској краљици), али је такође постао генерички израз за различита „очарана” створења током касног средњоенглеског периода. Књижевност Елизабетанске ере спајала је вилењаке са вилама романске културе, чинећи ове појмове помало међусобно заменљивим.
Током викторијанског и едвардског доба дошло је до појачаног интересовања за виле. Келтски препород приказује виле као део ирске културне баштине. Карол Силверс и други сугерисали су да је ова фасцинација енглеским антикваријанима произашла из реакције на већу индустријализацију и губитак старијих народних традиција.

У европској уметности и култури XIX века значајно место заузимали су прошлост и мит. Историјски, углавном антички и средњовековни догађаји и личности око којих се у XIX веку стварала митска аура и градио култ, доприносили су буђењу националне свести, потврди континуитета постојања једног народа, али и потврди легитимитета одређене владајуће структуре, као и промовисању њених идеологија. Неретко испреплетан реалним историјским догађајима, мит је у XIX веку указивао на порекло нације, њене хероје и судбину, док су се у јавности и посебно у политици, митологизовала савремена уверења.

Макуљевић, Ненад (2006). Уметност и национална идеја у 19. веку: систем европске и српске визуелне културе у служби нације (1 изд.). Београд: Завод за уџбенике и настана средства.

## Описи
Виле се генерално описују као људске по изгледу и имају магичне моћи. Смањене виле разних врста описиване су кроз векове, у распону од веома сићушних до величине људског детета. Ове мале величине су могле да буду магично претпостављене, пре него константне. Неке мање виле могле би да прошире своје фигуре како би опонашале људе. На Оркнију су виле биле описане као створења кратког раста, обучене у тамно сиву одећу, понекад виђене у оклопу. У неким фолклорним традицијама виле имају зелене очи. Неки описи вила приказују их с обућом на ногама, други као босе. Крила, иако уобичајена у викторијанским и каснијим уметничким делима, су ретка у фолклору; виле су летиле помоћу магије, понекад наџеџене на стабљикама крестовника или на леђима птица. Модерне илустрације често укључују крила вилиних коњица или лептира.

## Старословенска митологија
Вила у јужнословенској митологији представља женско натприродно биће наклоњено људима. Замишљана је као изузетно лепа девојка златне косе и са крилима, одевена у дуге, прозрачне хаљине и наоружана стрелама. Према веровањима, извор њене моћи је у њеној коси. Вечно је млада. Она живи далеко од људи, по планинама (планинкиње, загоркиње), покрај вода (водаркиње, бродаркиње) или у облацима (облакиње). Веровало се да се рађа из росе неког цвећа, кад пада киша и греје Сунце и кад се на небу појављује дуга. Своје дворце, изузетне лепоте и раскоши, гради на облацима.
Може се преображавати у различите животиње, првенствено у лабуда, сокола, коња или вука. Често јаше на коњу или јелену, одлази у лов, а још чешће игра у колу. Заљубљује се у јунаке, које помаже и саветима и делима, а каткад су њихове посестриме (нпр. Марко Краљевић и вила Равијојла). Наклоњена је и девојкама, које од ње могу измолити лепоту или заштиту. Вила посебно вешто вида ране задобијене у бојевима, и то различитим биљем. Располаже и способношћу прорицања.
Вила тешко прашта увреде и својим стрелама или погледом усмрћује оне који је повреде. Чак и у случајевима када наноси зло и даље је привлачна и заводљива. Потчињава се само онима којима пође за руком да јој отму одећу, а ако јој неко одузме крила, преображава се у обичну жену.
Може имати козје, коњске или магареће ноге.
Врло често се помиње у десетерачким народним песмама или у народним причама. По народним предањима и веровањима има дуге расплетене косе и окупља се са другим вилама на изворима река и језерима, где голе играју коло у води.
У топономастици Србије и Црне Горе има доста места с именом вила, нпр. Вилин извор на планини Кому, Вилине воде у Београду...
Њој је слична русалка, у ствари утопљеница или некрштено дете, преображено у девојку са дугом распуштеном зеленом косом, мада се у појединим крајевима верује да су и виле душе несретно умрлих девојака. Док су код северних Руса ружне и наге, спремне да одвуку под воду сваког ко им се приближи, русалке које настањују Дњепар и Дунав имају заносан изглед и својом песмом зачаравају пролазнике. Посебно су опасне у недељи русалки (недеља која следи после Тројица), јер тада излазе из воде, јуре по пољима, пењу се на дрвеће и играју на пропланцима.

### Веровања
Вила као представа присутна је у веровањима свих Словена. По предању, она се рађа из росе, обично на црвеном цвећу, у време када истовремено пада киша и греје Сунце и када се на небу појави дуга. Вила обично не напушта пределе у којима живи. Носи танку прозрачну хаљину и дугачку, низ леђа распуштену косу. Обучена је у бело, а понекад носи и плаво. Коса јој је црна или златна. У коси се налази њена дуговечност и ако допусти да јој неко ишчупа длаку — вила ће умрети. Верује се да јој вечни живот долази из семена белог лука, који нико никада није видио. Она се чини као крхка, али је спремна да брани своје станиште.
Виле се окупљају на посебним местима која су забрањена за људе. На места где виле певају и играју (вилино коло) нико не сме приступити. Демонска природа вила открива се у неким нељудским детаљима. Понекад за виле говоре да узимају децу од људи. Зла страна је приказана у бројним причама и песмама у којима се руши све што су до тада људи саградили, све док не добију људску жртву узидану у темељ. Најпознатија песма са овим мотивом је Зидање Скадра. Виле се потчињавају само онима који успеју да им украду одећу док се купају или играју. Ако им се одузме вео којим покривају косу и крила — одмах губе све моћи. Слабост вила се огледа у склоности да се заљубљују у смртнике. Током периода обреда, приносе се жртве прилагањем предмета да се виле умилостиве.

### Врсте

#### Самовиле
Оно што су за Словене виле, то су у Северној Македонији и Бугарској – самовиле. Код Срба, где је предање најразвијеније и најраспрострањеније, самовиле су зло. Ко попије воду са њиховог извора постаје јак као и оне. Њихова деца су крилата, имају белу косу и ватрене очи. Самовилу Бугари приказују као јахачицу јелена која у руци носи змију отровницу уместо бича. Самовиле имају моћ да окамене, али и да својим пољупцем ослободе од окамењивања. Такође, присутан је и израз Планинска мајка, за виле чија је специјалност, између осталог, окамењивање смртника.

#### Биљарице
Виле биљарице познају биље и знају да лече и видају травама. Код њих је присутна склоност ка клађењу са смртним девојкама. Биљарице су везане за место свог рођења. Оне имају способност да се преобразе у различите животиње. Овим вилама је обично испод части да се мешају у послове смртника, осим у изузетним приликама.

#### Шумска мајка
Шумска мајка је вила слична вилама биљарицама. Ова вила је позната у различитим деловима Балкана. Шумска мајка је вила чија је моћ далеко изнад моћи обичних вила. Шумска мајка се приказује као потпуно нага, великих груди и дугих ноктију. Власи је називају Мума Падури. Задужене су за чување воде.